# Campeonato Europeo de Europe
El Campeonato Europeo de Europe fue la máxima competición de la clase de vela Europe a nivel europeo. Se realizó entre los años 1999 y 2007 bajo la organización de la Federación Europea de Vela (EUROSAF). Este tipo de embarcación fue una clase olímpica (en la categoría femenina) desde los Juegos Olímpicos de Barcelona 1992 hasta los de Atenas 2004.

## Palmarés

### Masculino
| Núm. | Año  | Sede                          | Oro                           | Plata                         | Bronce                   |
| ---- | ---- | ----------------------------- | ----------------------------- | ----------------------------- | ------------------------ |
| I    | 1999 | Hayling Island ( Reino Unido) | Søren Johnsen Dinamarca       | Kristian Kjærgaard Dinamarca  | Jacek Zbierski · Polonia |
| II   | 2000 | Murcia · ( España)            | Hans Christian Hage Dinamarca | Søren Johnsen Dinamarca       | Kevin Orlandi Francia    |
| —    | 2001 | —                             | No realizado                  | No realizado                  | No realizado             |
| III  | 2002 | Nieuwpoort · ( Bélgica)       | Søren Johnsen Dinamarca       | Patrick Johansson · Suecia    | Oscar Claeson · Suecia   |
| IV   | 2003 | Palma de Mallorca · ( España) | Francisco Terrasa · España    | Manuel Jiménez · España       | Joan Salamé · España     |
| V    | 2005 | Helsinki · ( Finlandia)       | Teemu Rantanen · Finlandia    | Anton Dahlberg · Suecia       | Lasse Juhl Dinamarca     |
| VI   | 2006 | Marsala · ( Italia)           | Jakob Ege Friis Dinamarca     | Sven Stadel · Alemania        | Marc París · España      |
| VI   | 2007 | La Escala · ( España)         | Christian Rindom Dinamarca    | Jean-Christophe Gache Francia | Gerard Marín · España    |

### Femenino
| Núm. | Año  | Sede                          | Oro                                | Plata                         | Bronce                             |
| ---- | ---- | ----------------------------- | ---------------------------------- | ----------------------------- | ---------------------------------- |
| I    | 1999 | Hayling Island ( Reino Unido) | Margriet Matthijsse · Países Bajos | Shirley Robertson Reino Unido | Sarah Blanck Australia             |
| II   | 2000 | Murcia · ( España)            | Margriet Matthijsse · Países Bajos | Sari Multala · Finlandia      | Sarah Macky Nueva Zelanda          |
| —    | 2001 | —                             | No realizado                       | No realizado                  | No realizado                       |
| III  | 2002 | Nieuwpoort · ( Bélgica)       | Sari Multala · Finlandia           | Trine Abrahamsen Dinamarca    | Sarah Macky Nueva Zelanda          |
| IV   | 2003 | Palma de Mallorca · ( España) | Siren Sundby · Noruega             | Sari Multala · Finlandia      | Sarah Macky Nueva Zelanda          |
| V    | 2005 | Helsinki · ( Finlandia)       | Signe Livbjerg Dinamarca           | Sari Multala · Finlandia      | Sandra Sandqvist · Suecia          |
| VI   | 2006 | Marsala · ( Italia)           | Sarah Gunni Dinamarca              | Sandrine Maury Francia        | Ascensión Roca de Togores · España |
| VII  | 2007 | La Escala · ( España)         | Helen Montilla Santos · España     | Anette Viborg Dinamarca       | Elisabet Llargués · España         |

## Medallero histórico
- Actualizado a La Escala 2007.

| Núm. | País          | Oro | Plata | Bronce | Total |
| ---- | ------------- | --- | ----- | ------ | ----- |
| 1    | Dinamarca     | 7   | 4     | 1      | 12    |
| 2    | Finlandia     | 2   | 3     | 0      | 5     |
| 3    | España        | 2   | 1     | 5      | 8     |
| 4    | Países Bajos  | 2   | 0     | 0      | 2     |
| 5    | Noruega       | 1   | 0     | 0      | 1     |
| 6    | Suecia        | 0   | 2     | 2      | 4     |
| 7    | Francia       | 0   | 2     | 1      | 3     |
| 8    | Alemania      | 0   | 1     | 0      | 1     |
| 8    | Reino Unido   | 0   | 1     | 0      | 1     |
| 10   | Nueva Zelanda | 0   | 0     | 3      | 3     |
| 11   | Australia     | 0   | 0     | 1      | 1     |
| 11   | Polonia       | 0   | 0     | 1      | 1     |
|      | TOTAL         | 14  | 14    | 14     | 42    |

1. 1 2 3 4 5 6  Estos campeonatos eran abiertos a regatistas de otros continentes.